# Pittem
Pittem este o comună neerlandofonă situată în provincia Flandra de Vest, regiunea Flandra din Belgia. La 1 ianuarie 2008 avea o populație totală de 6.586 locuitori. 

## Geografie
Comuna actuală Pittem a fost formată în urma unei reorganizări teritoriale în anul 1977, prin înglobarea într-o singură entitate a 2 comune învecinate. Suprafața totală a comunei este de 34,42 km². Comuna este subdivizată în secțiuni, ce corespund aproximativ cu fostele comune de dinainte de 1977. Acestea sunt:
| - I. Pittem - II. Egem |

Localitățile limitrofe sunt:
| - Comuna Tielt: - a. Tielt - Comuna Meulebeke: - b. Meulebeke - Comuna Ardooie: - c. Ardooie - d. Koolskamp - Comuna Wingene: - e. Zwevezele - f. Wingene |